# Sultepec
Sultepec és un municipi de l'estat de Mèxic. Sultepec de Pedro Ascencio és el cap de municipi i principal centre de població d'aquesta municipalitat. Aquest municipi és a la part nord-occidental de l'estat de Mèxic. Limita al nord amb el municipi de Almoloya de Alquisiras, al sud amb l'estat de Guerrero, a l'oest amb Tonatico i a l'est amb Amatepec.